# 上海市顾村中学
上海市顾村中学是宝山区顾村镇的一所完全中学。她坐落于上海市宝山区顾村镇教育路118号。

## 概况
学校占地2.7公顷，建筑面积1.5万平方米。

## 历史
顾村中学创办于1944年。

## 链接
上海市顾村中学（页面存档备份，存于）